# مهرآباد (دشتیاری)
مهرآباد، روستایی در دهستان باهوکلات بخش باهوکلات شهرستان دشتیاری در استان سیستان و بلوچستان ایران است.

## جمعیت
بر پایه سرشماری عمومی نفوس و مسکن در سال ۱۳۹۵، جمعیت این روستا برابر با ۲۹۷ نفر (۶۵ خانوار) بوده‌است.